# Escudo guayanés
El escudo guayanés o macizo guayanés es un cratón ubicado en la parte centro-septentrional de América del Sur. Se trata de una estructura geológica muy antigua, siendo una de las zonas más antiguas de la Tierra, y que comprende actualmente los siguientes territorios políticos: las repúblicas de Guyana, Surinam, y Francia mediante la Guayana Francesa, la región de Venezuela denominada Guayana venezolana (que incluye los estados federales venezolanos de Amazonas, Bolívar y Delta Amacuro), los estados brasileños de Amapá (antiguamente denominado Guayana Portuguesa), Roraima y territorio parcial de los estados de Pará y Amazonas, y el departamento colombiano del Guainía y partes del de Vichada, en ocasiones se incluye también parte de los departamentos colombianos del Vaupés, Caquetá, Guaviare y Meta.
Sus límites son el río Orinoco al norte y al oeste, y las cuencas de Solimões y del Amazonas en la  selva Amazónica al sur. Tiene una forma irregular y está constituido, desde el punto de vista geológico, por un macizo o escudo antiguo de la supereón precámbrico, con una cobertura sedimentaria también muy antigua, formada por areniscas y cuarcitas muy resistentes a la erosión. Esta cobertura sufrió un levantamiento y plegamiento casi desde el mismo momento de formación del planeta Tierra, lo cual ha originado unas mesetas muy elevadas y de pendientes verticales, denominadas tepuyes, un indigenismo (de la lengua pemona), que significa «montaña».
Aquí se encuentra la cascada más alta del mundo: el Salto Ángel, con 979 metros de desnivel. Los ríos de la zona, a medida que el macizo ascendía, fueron erosionando y profundizando sus cauces hasta formar verdaderos cañones por los que hoy corren.
En estas mesetas predominan las sabanas y los bosques en galería a lo largo de los ríos. Hacia el este, donde la altura es menor, se desarrollan selvas tropicales y manglares sobre las costas del Atlántico. En algunos sectores las rocas están cubiertas de sedimentos que contienen importantes depósitos de minerales, entre ellos el hierro y la bauxita, que se explotan con intensidad.
Es una de las regiones con mayor biodiversidad del mundo. La Guayana cuenta con más de 2200 especies de vertebrados. El escudo guayanés está cubierto por la mayor masa forestal tropical inalterada del mundo.